# Jonás de Moscú

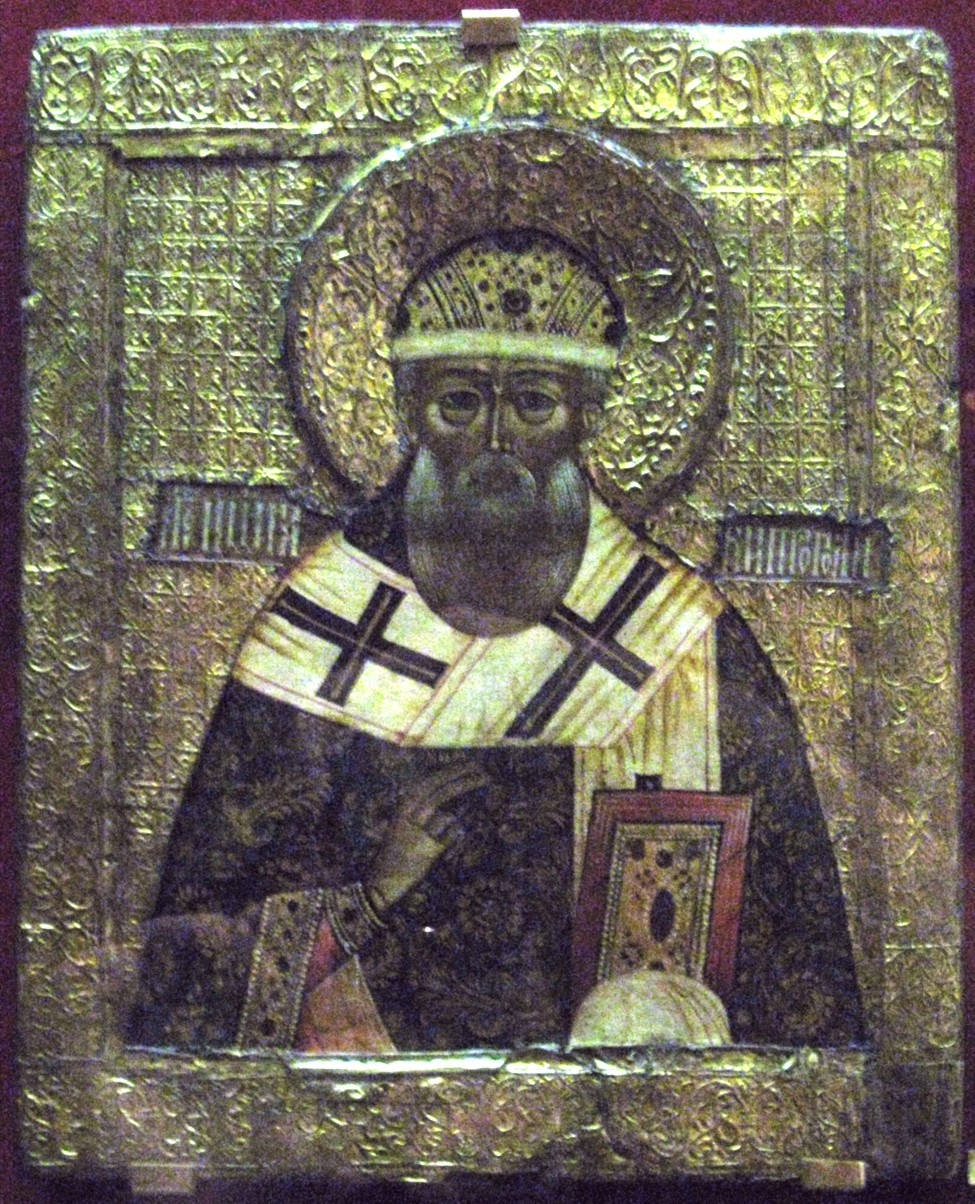
Jonás, metropolitano de Kiev y toda Rus, icono del

San Jonás (también Iona, Иона en ruso, ca. 1390 - 1461) fue el Metropolitano de Kiev y toda la Rus, desde 1448 a 1461. Fue el primer metropolitano independiente, habiendo sido elegido como tal sin tener el beneplácito del entonces Patriarca de Constantinopla, Gregorio III.
Desde finales de la década de 1420, Jonás estuvo viviendo en el monasterio Símonov de Moscú, en el círculo cercano al metropolitano Focio, quien lo hizo obispo de Riazán y Múrom. Después de la muerte de Focio (1431), el Gran Príncipe Basilio II del Principado de Moscú, lo nomina para el puesto de metropolitano. Pero en 1437 el Patriarca de Constantinopla José II nombra a Isidoro de Kiev como nuevo Metropolitano de Kiev y toda Rus.
Después de que en 1441 Isidoro fuera condenado y encarcelado en el Monasterio Chúdov del Kremlin de Moscú por el Consejo de obispos del Principado de Moscú, debido a su apoyo al catolicismo y a la unión entre las iglesias orientales y occidentales, de acuerdo con el Concilio de Florencia-Ferrara, el trono metropolitano estuvo vacante durante siete años, aunque canónicamente Isidoro de Kiev seguía siendo el  Metropolitano de Kiev y toda Rus. El 15 de diciembre de 1448, por indicación de Basilio II de Moscú, Jonás fue nombrado Metropolitano de Kiev y toda Rus, sin el consentimiento del Patriarca de Constantinopla. Este hecho significó la autoproclamación de la autocefalia por la Iglesia Ortodoxa Rusa.
Su metropolitanato estuvo marcado por la oposición a la unión de las dos iglesias, tanto bajo la amenaza del metropolitanato lituano, que pretendía arrebatarle la porción occidental de la provincia de Moscú, tanto bajo la de la ciudad de Nóvgorod, que lideraba los intentos de las regiones occidentales de salir de la ortodoxia y pasar al catolicismo.
Jonás murió el 31 de marzo de 1461 y fue enterrado en la Catedral de la Dormición (Asunción) en el Kremlin de Moscú. A partir de su fallecimiento, los siguientes metropolitanos del Principado de Moscú, empezando por Teodosio (Theodosius, Metropolitan of Moscow), ostentarían el título de Metropolitano de Moscú y toda Rus, en lugar de Metropolitano de Kiev y toda Rus. Fue canonizado por la Iglesia Ortodoxa Rusa (por el metropolitano Macario de Moscú) en el Concilio de Moscú de 1547.
La isla de Iona, anteriormente isla de San Jonás, en el mar de Ojotsk fue denominada así (Óstrov Sviatogo Iony) en su nombre.